# Ta-pa-šan
Ta-pa-šan nebo Daba Shan (čínsky 大巴山, pinyin Dà Bā Shān, český přepis Ta-pa-šan) čili „Hory velkých nadějí“ je pohoří na rozhraní čínských provincií Šen-si, Chu-pej a S’-čchuan. Táhne se západo-východním směrem mezi Dlouhou řekou (Čchang-ťiang) a jejím levým přítokem Chan-šuej, paralelně se severněji ležícím pohořím Čchin-ling. Lemuje severovýchodní okraj Sečuánské pánve, severně od míst, kde si Dlouhá řeka proráží cestu z této pánve do východočínských nížin. Hory kolem soutěsky Wu, druhé ze tří soutěsek Dlouhé řeky, jsou známé jako Wu-šan (巫山, Wū Shān). Na západě za řekou Ťia-ling-ťiang na Ta-pa-šan navazuje Min-šan a Čchuan-ling.
Nejvyšší partie pohoří leží v jeho východní části v oblasti Šen-nung-ťia.